# HD 25007
HD 25007，又名BD+80 125，SAO 650、HR 1230，是一颗恒星，视星等为5.1，位于銀經130.51，銀緯20.91，其B1900.0坐标为赤經3h 53m 17s，赤緯+80° 20.91′ 25″。